# Kenny Dorham
McKinley Howard "Kenny" Dorham (Fairfield, Texas, 30 de agosto de 1924-Nueva York, 5 de diciembre de 1972) fue un trompetista, compositor y cantante estadounidense de jazz.

## Biografía
Dorham comenzó a tocar el piano a los siete años y cambió a la trompeta mientras asistía a la Escuela Secundaria Anderson. Cuando era adolescente; pasó gran parte de su tiempo en el ring de boxeo como miembro del equipo de boxeo de la escuela. Asistió brevemente a Wiley College en Marshall, Texas, donde estudió química y física mientras actuaba en la banda de baile junto a músicos como el trompetista "Wild" Bill Davison, el saxofonista Harold Land y el baterista Roy Porter. Fue en este grupo donde comenzó a perfeccionar sus habilidades de arreglo y composición. En 1942,  fue reclutado por el ejército y se unió a su equipo de boxeo. En 1943, después de su baja, trabajó con la orquesta del trompetista Russell Jacquet, hermano del saxofonista “Illinois” Jacquet, en Houston antes de unirse a la banda de Frank Humphries en 1944.

## Trayectoria
En 1945 formó parte de las orquestas de Dizzy Gillespie y de Billy Eckstine. Posteriormente, formaría parte del quinteto de Charlie Parker, entre 1948 y 1949. También fue integrante de los Jazz Messengers, de Art Blakey, y del quinteto de Max Roach. Kenny Dorham fue, además de un gran trompetista, un eficiente arreglista y compositor. Su tema más famoso, «Blue Bossa», aparece en el disco de Joe Henderson Page One.
El último cuarteto de Dorham estaba formado por algunos conocidos músicos de jazz: Tommy Flanagan (piano), Paul Chambers (contrabajo) y Art Taylor (batería). Su debut discográfico fue Quiet Kenny para el sello New Jazz de Prestige, un álbum que contenía principalmente baladas. Un cuarteto anterior en el que Dorham era colíder con el saxofonista alto Ernie Henry había publicado un álbum juntos bajo el nombre «Kenny Dorham/Ernie Henry Quartet». Produjeron el álbum 2 Horns / 2 Rhythm para Riverside Records en 1957, con el contrabajista Eddie Mathias y el batería G.T. Hogan. En 1990, el álbum se reeditó en CD con el nombre «Kenny Dorham Quartet featuring Ernie Henry».
Dorham fue uno de los pocos trompetistas que Miles Davis, una de las figuras más relevantes e influyentes de la historia del jazz y persona avara en halagos, reconocía como influencia.
Durante sus últimos años Dorham sufrió una enfermedad renal, de la que murió el 5 de diciembre de 1972, a los 48 años, en el Saint John Hospital and Health Center de Santa Mónica, California.

### Como líder
- 1953: Kenny Dorham Quintet (Debut)
- 1955: Afro-Cuban (Blue Note)
- 1956: 'Round About Midnight at the Cafe Bohemia (Blue Note)
- 1956: And The Jazz Prophets Vol. 1 (ABC-Paramount ABC-122)
- 1957: Jazz Contrasts (Riverside) featuring Sonny Rollins
- 1957: 2 Horns / 2 Rhythm (Riverside) featuring Ernie Henry
- 1958: This Is the Moment! (Riverside)
- 1959: Blue Spring (Riverside) with Cannonball Adderley
- 1959: Quiet Kenny (New Jazz)
- 1960: The Kenny Dorham Memorial Album (Xanadu)
- 1960: Jazz Contemporary (Time)
- 1960: Showboat (Time)
- 1961: Whistle Stop (Blue Note)
- 1961: Inta Somethin' (Pacific Jazz)
- 1962: Matador (United Artists)
- 1963: Una Mas (Blue Note)
- 1963: Scandia Skies (SteepleChase)
- 1963: Short Story (SteepleChase)
- 1964: Trompeta Toccata (Blue Note)

### Como acompañante
Con Toshiko Akiyoshi
- Toshiko at Top of the Gate (1968)

Con Dave Bailey
- Bash! (Jazzline, 1961) - reeditado a nombre de Dorham como Osmosis (Black Lion) en 1990

Con Andy Bey
- Andy and the Bey Sisters (1959)

Con Art Blakey
- The Jazz Messengers at the Cafe Bohemia Volume 1 (1955)
- The Jazz Messengers at the Cafe Bohemia Volume 2 (1955)

Con Rocky Boyd
- Ease It (1961; aka West 42nd Street)

Con Tadd Dameron
- Fontainebleau (1956)

Con Lou Donaldson
- Quartet/Quintet/Sextet (1954)

Con Matthew Gee
- Jazz by Gee (Riverside, 1956)

Con Herb Geller
- Fire in the West (1957)

Con Benny Golson
- The Modern Touch (Riverside, 1957)

Con Barry Harris
- Bull's Eye! (Prestige, 1968)

Con Joe Henderson
- Page One (1963)
- Our Thing (1963)
- In 'n Out (1964)

Con Ernie Henry
- Presenting Ernie Henry (Riverside, 1956)
- Last Chorus (Riverside, 1956–57)

Con Andrew Hill
- Point of Departure (1964)

Con Milt Jackson
- Roll 'Em Bags (Savoy, 1949)
- Invitation (1962)

Con Clifford Jordan
- Starting Time (Jazzland, 1961)
- In the World (Strata-East, 1969 [1972])

Con Harold Land
- Eastward Ho! Harold Land in New York (Jazzland, 1960)

Con Abbey Lincoln
- That's Him! (Riverside, 1957)
- It's Magic (1958)
- Abbey Is Blue (1959)

Con Jackie McLean
- Vertigo (Blue Note, 1962)

Con John Mehegan
- Casual Affair (1959)

Con Gil Mellé
- Gil's Guests (1956)

Con Helen Merrill
- You've Got a Date with the Blues (1959)

Con Hank Mobley
- Mobley's 2nd Message (1956)
- Curtin Call (Blue Note, 1957)

Con Thelonious Monk
- Genius of Modern Music: Volume 2 (Blue Note, 1952)

Con Oliver Nelson
- Meet Oliver Nelson (New Jazz, 1959)
- Zodiac (1968)

Con Cecil Payne
- Patterns of Jazz (Savoy, 1956)
- Zodiac (Strata-East, 1968 [1973])

Con Oscar Pettiford
- The Oscar Pettiford Orchestra in Hi-Fi Volume Two (ABC-Paramount, 1957)

Con Max Roach
- Max Roach + 4 (EmArcy, 1956)
- Jazz in ¾ Time (EmArcy, 1957)
- The Max Roach 4 Plays Charlie Parker (EmArcy, 1958)
- MAX (Argo, 1958)

Con Sonny Rollins
- Moving Out (Prestige, 1954)
- Rollins Plays for Bird (Prestige, 1956)
- Sonny Boy (Prestige, 1956 [1961])

Con A. K. Salim
- Pretty for the People (Savoy, 1957)

Con Horace Silver
- Horace Silver and the Jazz Messengers (Blue Note, 1954)

Con Cecil Taylor
- Hard Driving Jazz (1958)

Con Cedar Walton
- Cedar! (Prestige, 1967)

Con Randy Weston
- Live at the Five Spot (United Artists, 1959)

Con Barney Wilen
- Barney (1959)
- Un Temoin Dans La Ville (1959)

Con Phil Woods
- Pairing Off (1956)